# Dolomedes gertschi
Dolomedes gertschi är en spindelart som beskrevs av James E. Carico 1973. Dolomedes gertschi ingår i släktet Dolomedes och familjen vårdnätsspindlar. Inga underarter finns listade i Catalogue of Life.